# Храм святителя Николая (Крюково)
Храм святителя Николая деревни Крюково (Никольская церковь, Церковь Николая Чудотворца) — приходской православный храм в городском округе Чехов, в деревне Крюково. Относится к Чеховскому благочинию Подольской епархии Русской православной церкви.
Является памятником архитектуры регионального значения.

## История
Основан не позднее XVI века. Современное здание построено в 1830-х годах. В 1937 году после расстрела настоятеля Петра Беляева на Бутовском полигоне храм был закрыт и со временем разрушен.
Восстановление началось в 1992 году.